# 20002 Tillysmith
20002 Tillysmith è un asteroide della fascia principale. Scoperto nel 1991, presenta un'orbita caratterizzata da un semiasse maggiore pari a 3,1897398 au e da un'eccentricità di 0,1444819, inclinata di 20,22444° rispetto all'eclittica.
L'asteroide è dedicato a Tilly Smith, una bambina Inglese di 10 anni, cui è stato attribuito il merito di aver salvato circa un centinaio di persone a Phuket, in occasione del maremoto dell'Oceano Indiano del 2004.